# Morti nel 1075
| Questa pagina contiene informazioni ricavate automaticamente dalle voci biografiche con l'ausilio del template Bio e di un bot. L'aggiornamento è periodico e automatico e ricostruisce completamente la pagina. Se manca una persona in questa lista, sei pregato di non aggiungerla, ma accertati piuttosto che la sua voce biografica contenga il template Bio e che i dati anagrafici siano correttamente compilati. Se il template Bio manca, inseriscilo tu stesso o, in alternativa, metti l'avviso {{tmp\|Bio}} che ne segnala la mancanza. Se i dati riportati sono sbagliati, correggi direttamente la voce biografica; le modifiche saranno visibili in questa lista entro pochi giorni. Per chiarimenti vedi il progetto biografie. La lista contiene solo le 18 persone che sono citate nell'enciclopedia e per le quali è stato implementato correttamente il template Bio. Pagina aggiornata al 13 gen 2025. |

- 29 marzo - Ottocaro I di Stiria, nobile austriaco
- 2 aprile - Al-Qa'im, califfo (n. 1001)
- 15 aprile - Erlembaldo Cotta, militare e politico italiano
- 21 maggio - Richeza di Polonia, regina polacca (n. 1013)
- 9 giugno - Gebeardo di Supplimburgo, nobile tedesco
- 10 giugno - Ernesto di Babenberg, nobile tedesco (n. 1027)
- 2 agosto - Giovanni VIII Xifilino, arcivescovo ortodosso e scrittore bizantino (n. 1010)
- 8 agosto - Budivoj, sovrano obodrita (n. 1049)
- 4 dicembre - Annone II di Colonia, vescovo e santo tedesco
- 18 dicembre - Edith del Wessex, regina (n. 1025)
- Bleddyn ap Cynfyn, sovrano
- Dedi I di Lusazia, nobile tedesco (n. 1012)
- Federico I di Ratisbona, nobile tedesco (n. 1005)
- Gotifredo da Castiglione, arcivescovo italiano
- Guglielmo il Normanno, vescovo cattolico britannico
- Siward, vescovo cattolico britannico
- Teuzzone, abate italiano (n. 960)
- Ugo di Jersey, cavaliere medievale normanno